# Jenny Nilson
Jenny Kristina Nilson, född den 4 februari 1973 i Stockholm, är en svensk premiärdansös vid Kungliga baletten. Hon började dansa balett vid fem års ålder. 

## Biografi
Nilson utexaminerades vid Kungliga Svenska Balettskolan 1991 och har sedan verkat vid Kungliga baletten för att 1999 bli utsedd till solist och till premiärdansare 2001. Att detta inte enbart är en dans på rosor fick hon smärtsam bekräftelse på i oktober påföljande år. Inför premiären i rollen som Svandrottningen Odette/Odile i Tjajkovskijs Svansjön drabbades hon av en muskelbristning i höger vad, som krävde lång rehabilitering för att åter kunna landa efter stora hopp.
Hon har haft flera betydande roller i uppmärksammade balettuppsättningar av Kungliga baletten. Redan tidigt och senare fick hon solouppgifter i baletter av George Balanchine, Ulysses Dove, Birgitta Egerbladh, William Forsythe, Natalia Makarova, Rudolf Nurejev, Krzysztof Pastor och Jiri Kylian. Hon medverkade även i beställningsverket Unreal Estate 2002 med koreografi av Carina Reich och Bogdan Szyber. 2014 medverkade hon i The Emperor. Nilson har också medverkat i turnéer med Kungliga Baletten vid gästspel till Japan, Frankrike och Tyskland. Hon har även vidareutbildat sig inom skådespeleri vid Stockholms dramatiska högskola samt Royal Academy of Dramatic Art (RADA) i London.
Hon är gift med 1:e dansarsolisten Pascal Jansson och paret har sonen Milo.

### Roller i urval
Odette/Odile i Svansjön (Peter Wright), titelrollen i Manon (Kenneth MacMillan), Mary Vetsera i Mayerling (Kenneth MacMillan), Ängeln i Mahlers tredje symfoni (John Neumeier), Bianca i Så tuktas en argbigga som balett (John Cranko), Elsalill i Herr Arnes penningar (Pär  Isberg), Husan i Nötknäpparen (Pär Isberg),  Julia i Romeo och Julia (Kenneth MacMillan), Syrenfen i Törnrosa (Beryl Grey), Prinsessan i Eldfågeln (Alexei Ratmansky), Aili i Månrenen (Birgit Cullberg), Tatjana i Onegin (John Cranko), Helena i En midsommarnattsdröm (John Neumeier).

## Utmärkelser
- 2001 Philip Morris ballet flower award[3]